# Episodi di Fish Hooks - Vita da pesci (terza stagione)
La terza stagione di Fish Hooks - Vita da pesci è stata trasmessa su Disney Channel USA dal 7 giugno 2013 al 4 aprile 2014. In Italia è stata pubblicata interamente su Disney+ il 26 marzo 2021
| N° | Titolo originale                       | Titolo italiano                | Prima TV USA      | Prima TV Italia |
| -- | -------------------------------------- | ------------------------------ | ----------------- | --------------- |
| 1  | Milo vs Milo                           | Milo contro Milo               | 7 giugno 2013     | 26 marzo 2021   |
| 2  | Everything but the Chicken Sink        | Il pollo che affonda           | 7 giugno 2013     | 26 marzo 2021   |
| 3  | Live at the Hamsterwood Bowl           | Dal vivo all'Hamsterwood Brawl | 21 giugno 2013    | 26 marzo 2021   |
| 4  | A Charity Fair to Remember             | Una fiera da ricordare         | 21 giugno 2013    | 26 marzo 2021   |
| 5  | Bye Bye Bea Bea                        | Ciao, ciao Bea                 | 5 luglio 2013     | 26 marzo 2021   |
| 6  | Glass Man Standing                     | Un vero uomo                   | 5 luglio 2013     | 26 marzo 2021   |
| 7  | South Pafishic                         | Viaggio nella mente            | 26 luglio 2013    | 26 marzo 2021   |
| 8  | Unresolved Fishues                     | Problemi irrisolti             | 2 agosto 2013     | 26 marzo 2021   |
| 9  | Freshwater Five-O                      | Esche fresche in azione        | 9 agosto 2013     | 26 marzo 2021   |
| 10 | Pool Party Panic Parts 1 & 2           | Panico alla festa in piscina   | 23 agosto 2013    | 26 marzo 2021   |
| 11 | Labor of Love Parts 1 & 2              | Dolori d'amore                 | 20 settembre 2013 | 26 marzo 2021   |
| 12 | Assignment: Babies                     | Compiti: bambini               | 27 settembre 2013 | 26 marzo 2021   |
| 13 | Hare and Back Again                    | Eroi per sempre                | 18 ottobre 2013   | 26 marzo 2021   |
| 14 | Milo's Pony                            | Il pony di Milo                | 18 ottobre 2013   | 26 marzo 2021   |
| 15 | The Brandon Bubble                     | Brandon Bubbler                | 1 novembre 2013   | 26 marzo 2021   |
| 16 | Jocktopizza                            | Tentaculus Pizza               | 1 novembre 2013   | 26 marzo 2021   |
| 17 | Hats Amore!                            | La corsa                       | 22 novembre 2013  | 26 marzo 2021   |
| 18 | Camp Camp Parts 1 & 2                  | In campeggio                   | 10 gennaio 2014   | 26 marzo 2021   |
| 19 | Algae Day                              | Il giorno dell'alga            | 24 gennaio 2014   | 26 marzo 2021   |
| 20 | Bea Saves a Tree                       | Bea salva un albero            | 24 gennaio 2014   | 26 marzo 2021   |
| 21 | Surfing the Interwet                   | Navigando in rete              | 21 febbraio 2014  | 26 marzo 2021   |
| 22 | Don't Let the Fish Drive the Party Bus | Problemi di guida              | 21 febbraio 2014  | 26 marzo 2021   |
| 23 | Milo in a Cup                          | Esche fresche alla riscossa    | 28 febbraio 2014  | 26 marzo 2021   |
| 24 | Fish Taco                              | Taco di pesce                  | 28 febbraio 2014  | 26 marzo 2021   |
| 25 | I Have This Friend                     | Ho un amico...                 | 7 marzo 2014      | 26 marzo 2021   |
| 26 | Brothers of a Feather                  | Fratelli di piuma              | 7 marzo 2014      | 26 marzo 2021   |
| 27 | Freshwater Lives                       | L'anima della festa            | 21 marzo 2014     | 26 marzo 2021   |
| 28 | The Big Woo                            | Il grande salto                | 4 aprile 2014     | 26 marzo 2021   |